# Comté de Wayne (Iowa)
Pour les articles homonymes, voir Comté de Wayne.
Le comté de Wayne est un comté de l'État de l'Iowa, aux États-Unis.